# Cheumatopsyche morsei
Cheumatopsyche morsei là một loài Trichoptera trong họ Hydropsychidae. Chúng phân bố ở miền Tân bắc.